# Phanerotoma diversa
Phanerotoma diversa är en stekelart som först beskrevs av Walker 1874.  Phanerotoma diversa ingår i släktet Phanerotoma och familjen bracksteklar.

## Underarter
Arten delas in i följande underarter:
- P. d. americana
- P. d. picta